# 金馬獎最佳紀錄短片
金馬獎最佳紀錄短片是由財團法人中華民國電影事業發展基金會的臺北金馬影展執行委員會在臺灣舉辦的電影獎項，自2021年起頒發，獎勵在華語電影中的電影獎項。

## 得獎者及入圍名單

### 最佳紀錄短片（第58屆-至今）
|  | 獲獎者 |

| 年份 （屆數）              | 片名             | 出品公司 |
| 2021 （第58届）            |                  |          |
| 《度日》                   | 林佑恩           |          |
| 《一抔黃土》               | 曾威量           |          |
| 《捕鰻的人》               | 許哲嘉           |          |
| 《良夜不能留》             | 蔡明亮           |          |
| 《寍》                     | 陳韋杰           |          |
| 2022 （第59届）            |                  |          |
| 《當我望向你的時候》       | 黃樹立           |          |
| 《打光》                   | 致穎             |          |
| 《一邊星星 一邊海浪》      | 廖克發           |          |
| 《庭中有奇樹》             | 曾威量           |          |
| 《黑牆》                   | 麥海珊           |          |
| 2023 （第60届）            |                  |          |
| 《備忘錄》                 | 窮山惡水電影小組 |          |
| 《另一面鏡子裡的夢中之夢》 | 朱云逸           |          |
| 《鯨之聲》                 | 張弘榤           |          |
| 《乙方及其後》             | 劉人鳳           |          |
| 《吹夢無蹤》               | 袁楠茜           |          |
| 2024 （第61届）            |                  |          |
| 《顏色擷取樣本.mov》       | 陳卓斯、王紀堯   |          |
| 《哦瑪》                   | 薛孟竺           |          |
| 《野生之路》               | 陳巧薇           |          |
| 《慧童》                   | 任俠             |          |
| 《鄒幸彤－獄中信》         | Paul LEE         |          |

## 外部連結
- 金馬獎官方網站 （页面存档备份，存于）
- 金馬影展 TGHFF的Facebook專頁
- goldenhorsefilmfestival的Instagram帳戶
- YouTube上的TGHFF頻道
- Taipei Golden Horse的X（前Twitter）